# Кордъю
Кордъю — река в России, протекает в Кудымкарском районе Пермского края. Устье реки находится в 219 км по левому берегу реки Иньва. Длина реки составляет 32 км, площадь водосборного бассейна 143 км². В 15 км от устья принимает слева реку Буждомка.
Исток на Верхнекамской возвышенности на границе с Кировской областью, в 9 км к северо-востоку от села Верх-Буждом. Исток находится на водоразделе с бассейном Чуса. Река течёт на юго-восток, верхнее течение проходит по ненаселённому лесному массиву, в нижнем течении протекает деревни Ганина и Юньга. В деревне Юньга на реке плотина и запруда. Впадает в Иньву юго-восточнее села Самково.

### Притоки (км от устья)
- 13 км: ручей Ойвожка (лв)
- 15 км: река Буждомка (лв)

## Данные водного реестра
По данным государственного водного реестра России относится к Камскому бассейновому округу, водохозяйственный участок реки — Кама от города Березники до Камского гидроузла, без реки Косьва (от истока до Широковского гидроузла), Чусовая и Сылва, речной подбассейн реки — бассейны притоков Камы до впадения Белой. Речной бассейн реки — Кама.
По данным геоинформационной системы водохозяйственного районирования территории РФ, подготовленной Федеральным агентством водных ресурсов:
- Код водного объекта в государственном водном реестре — 10010100912111100007864
- Код по гидрологической изученности (ГИ) — 111100786
- Код бассейна — 10.01.01.009
- Номер тома по ГИ — 11
- Выпуск по ГИ — 1